# Kenneth Roberts
Kenneth Roberts (Kennebunk, Maine, 1885. december 8. – Kennebunkport, Maine, 1957. július 21.) amerikai regényíró, újságíró.

## Pályája
Diplomáját 1908-ban szerezte a Cornell Egyetemen. Nyolc évig dolgozott a Boston Postnál, majd 1919 és 1928 között a Saturday Evening Post munkatársa volt. Ezután történelmi regények írásának szentelte idejét.

## Művei
- Europe's Morning After (1921)
- Why Europe Leaves Home (1922)
- Sun Hunting: Adventures and Observations among the Native and Migratory Tribes of Florida (1922)
- Black Magic (1924)
- Concentrated New England: A Sketch of Calvin Coolidge (1924)
- Florida Loafing (1925)
- Florida (1926)
- Arundel (1929) (magyarul: Ki az úr a tengeren?)
- The Lively Lady (1931)
- Rabble in Arms (1933) (magyarul: Csőcselék fegyverben)
- Captain Caution (1934) (magyarul: Marvin kapitány)
- For Authors Only, and Other Gloomy Essays (1935)
- It Must Be Your Tonsils (1936)
- Northwest Passage (1937) (magyarul: Északnyugati átjáró)
- March to Quebec (1938)
- Trending into Maine (1938)
- Oliver Wiswell (1940) (magyarul azonos címmel)
- The Kenneth Roberts Reader (1945)
- Lydia Bailey (1947) (magyarul azonos címmel)
- Moreau de St.-Mery's American Journey 1793-1798 (1947)
- I Wanted to Write (1949)
- Henry Gross and his Dowsing Rod (1951)
- The Seventh Sense (1953)
- Boon Island (1955)
- Water Unlimited (1957)
- The Battle of Cowpens (1958)

## Magyarul
- Északnyugati átjáró. Regény, 1-2.; ford. Szinnai Tivadar; Révai, Bp., 1938
- Csőcselék fegyverben; ford. Oravecz Paula; Iris, Bp., 1943
- Oliver Wiswell. Regény; ford. Benedek Marcell; Singer és Wolfner, Bp., 1943
- Ki az úr a tengeren; ford. Radó István; Iris, Bp., 1943
- Marvin kapitány. Regény; ford. Kőszegi Imre; Dante, Bp., 1949
- Lydia Bailey. Regény; Kenneth Roberts; ford. Kosáryné Réz Lola; Dante, Bp., 1949

## Fordítás
- Ez a szócikk részben vagy egészben  a   Kenneth Roberts című angol Wikipédia-szócikk fordításán alapul.  Az eredeti cikk szerkesztőit annak laptörténete sorolja fel. Ez a jelzés csupán a megfogalmazás eredetét és a szerzői jogokat jelzi, nem szolgál a cikkben szereplő információk forrásmegjelöléseként.